# Otatitlán
Otatitlán es una localidad del estado mexicano de Veracruz. Es cabecera del municipio de Otatitlán.

## Demografía
| Censo | Población |
| ----- | --------- |
| 1900  | 1238      |
| 1910  | 1858      |
| 1921  | 1817      |
| 1930  | 2539      |
| 1940  | 2595      |
| 1950  | 2498      |
| 1960  | 3057      |
| 1970  | 3832      |
| 1980  | 4263      |
| 1990  | 4679      |
| 1995  | 4802      |
| 2000  | 4554      |
| 2005  | 4820      |
| 2010  | 4659      |
| 2020  | 5060      |